# Lorenzo de Padilla
Lorenzo (de) Padilla (Antequera, 1485 - hacia 1568) fue un eclesiástico e historiador español, cronista de Carlos V (que no debe confundirse con su pariente cercano del mismo nombre, que heredó de él el cargo de Arcediano de Ronda, aunque no fue nombrado cronista y tal vez por eso denunció los Anales de la Corona de Aragón del historiador Jerónimo Zurita).

## Biografía
Fue hijo del alcalde antequerano Alonso Pérez de Padilla y de Ana Eslava, y nieto de los condes de Santa Gadea. En su juventud estudió la carrera eclesiástica motivado por su padre; tras la muerte de éste, en 1523, Lorenzo ya había sido nombrado arcediano de Ronda, dignidad de la Santa Iglesia de Málaga. Antes de que Carlos V le nombrara su cronista en 1538, perteneció al cabildo catedralicio. Su cargo de cronista fue todo un éxito, como demuestran las diversas obras que escribió; también dedicó su tiempo al estudio de la antigüedades romanas en España y a los monasterios españoles. Por su enfermedad pasó sus últimos años en Málaga, donde el rey le otorgó el señorío del Valle de Abdalajís. Murió debido a su enfermedad crónica a mediados del siglo XVI.

## Obras

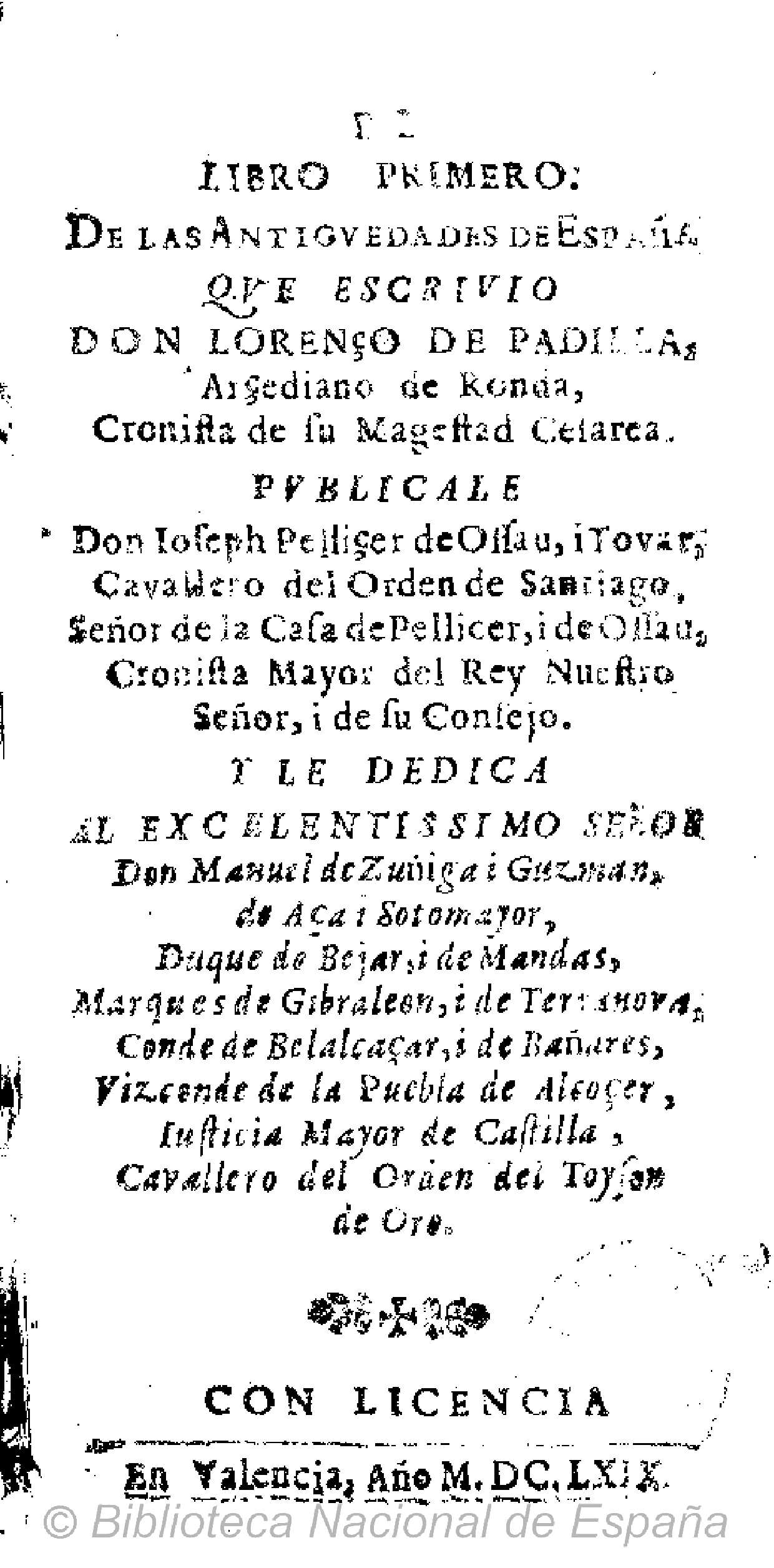
El libro primero de las antiguedades de España, 1669.

- Catalogo de los Santos de España, 1521 Sevilla. Segunda impresión en Toledo en honor a don Francisco de los Cobos;
- Historia General en Lengua Española, dedicada al monarca Carlos V; esta obra no pudo ser publicada pero fue aprovechada por su sucesor en el puesto, Florián de Ocampo, que tomó datos geográficos y cronológicos de dicha obra;
- Crónicas desde Carlomagno hasta Carlos V;
- Apuntamientos de antigüedades;
- Genealogías y Apellidos de España;
- Origen y Sucesión de los Príncipes de la Casa de Austria hasta Felipe II;
- Crónica de Felipe I, que contiene cartas de dicho rey, que ilustran los sucesos de su reinado;
- Solares Nobles Infanzones de España;
- Crónica de España, publicada tras su muerte; trata de la ciudad de Mellaria, en relación con Tarifa.
- Historia y Antigüedades de España (1538),[1] no publicado hasta 1669 en Valencia con el título El Libro primero de las antiguedades de España que escrivio don Lorenço de Padilla, Arçediano de Ronda, Cronista de su Majestad Cesarea; publícale don Josef Pellicer de Ossau, i Tovar, Caballero del Orden de Santiago...
- Crónica de Felipe I, Llamado el Hermoso, escrita por don Lorenzo de Padilla y dirigida al emperador Carlos V, (es el vol. VIII de la Colección de documentos inéditos para la historia de España, Madrid: Imprenta de Calero, 1846).
- Rafael de Floranes, Leyes y fueros antiguos: Extracto de la colección manuscrita de Don Lorenzo Padilla, Arcediano de Ronda 1701